# Euphorbia ipecacuanhae
Euphorbia ipecacuanhae es una especie fanerógama perteneciente a la familia de las euforbiáceas. Es originaria de América.

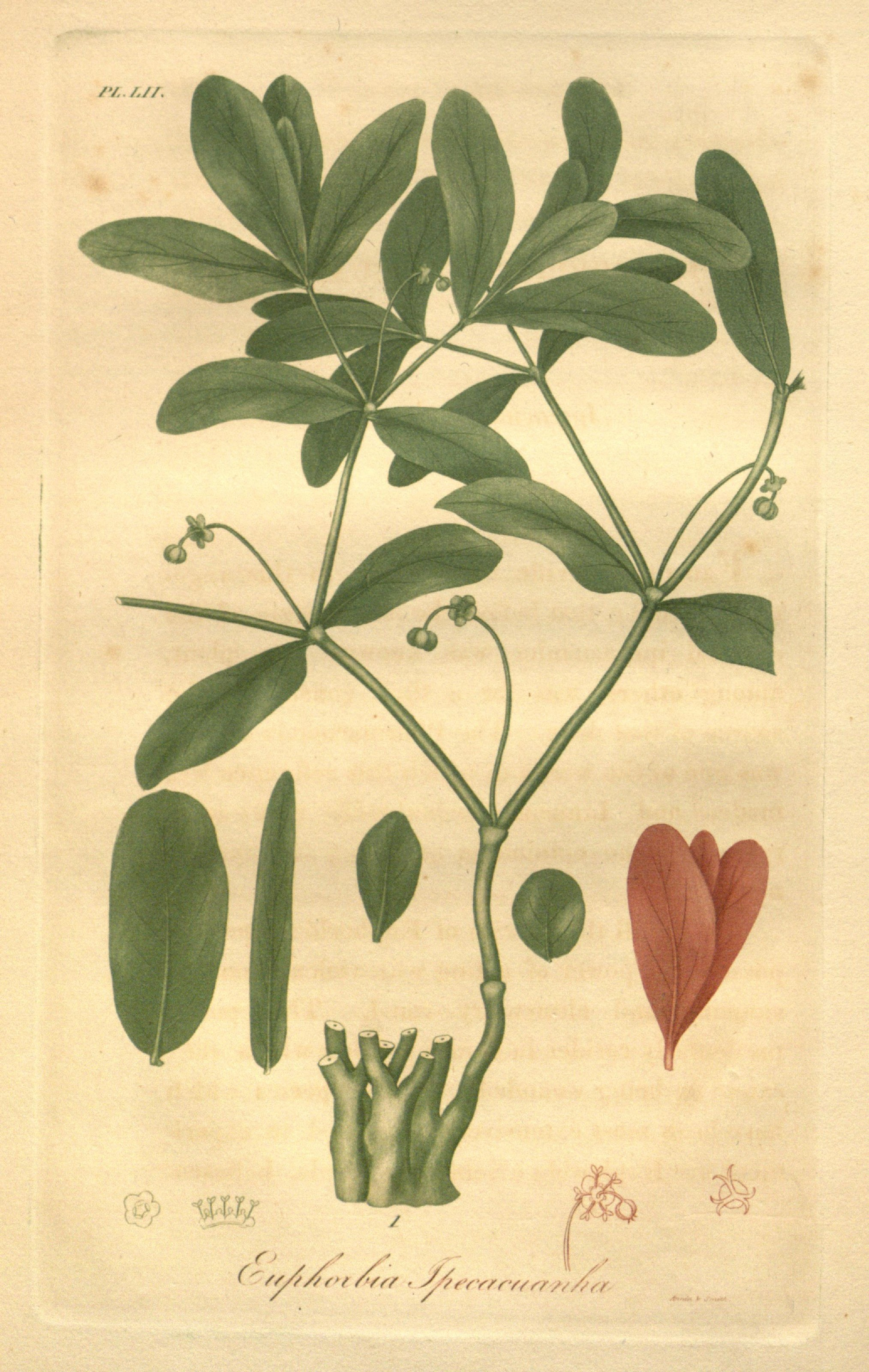
Ilustración

## Taxonomía
Euphorbia ipecacuanhae fue descrita por Carlos Linneo y publicado en Species Plantarum 1: 455. 1753.
Etimología
Euphorbia: nombre genérico que deriva del médico griego del rey Juba II de Mauritania (52 a 50 a. C. - 23), Euphorbus, en su honor – o en alusión a su gran vientre –  ya que usaba médicamente Euphorbia resinifera. En 1753 Carlos Linneo asignó el nombre a todo el género.
ipecacuanhae: epíteto que viene del tupí i-pe-kaa-guéne, que significa 'planta del borde del camino que te hace sentir enfermo'.
Sinonimia
- Agaloma ipecacuanhae (L.) Nieuwl.
- Anisophyllum ipecacuanha (L.) Haw.
- Euphorbia atrorubens Engelm. ex Boiss.
- Tithymalopsis ipecacuanhae (L.) Small
- Tithymalopsis ipecacuanhae f. linearis Moldenke
- Tithymalopsis ipecacuanhae f. orbiculata Moldenke
- Tithymalopsis ipecacuanhae f. rubra Moldenke
- Tithymalus ipecacuanhae (L.) Klotzsch & Garcke
- Vallaris ipecacuana (L.) Raf.
- Vallaris ipecacuanhae (L.) Raf.
- Vallaris ipecacuanhae var. linearifolia Raf.[4][5]